# Елісон Ремзі
Елісон Ремзі  (англ. Alison Gail Ramsay; нар. 16 квітня 1959, Лондон, Велика Британія) — колишня британська хокеїстка на траві, олімпійська медалістка.

## Виступи на Олімпіадах
| Олімпіада      | Дисципліна     | Місце |
| -------------- | -------------- | ----- |
| Сеул 1988      | хокей на траві | 4     |
| Барселона 1992 | хокей на траві | 3     |